# Un gentilhomme
Un gentilhomme es una novela del novelista y dramaturgo francés Octave Mirbeau, publicada en el año 1920, después de su muerte. Solo tres capítulos fueron escritos y publicados.

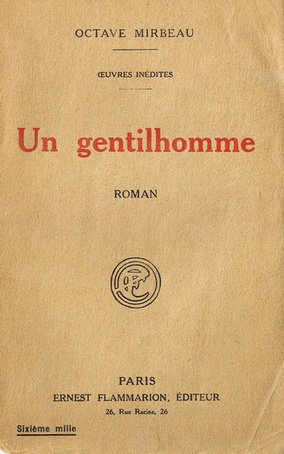
Un gentilhomme, Flammarion, 1920

## Una novela que no se podía acabar
Durante los años 1890, Octave Mirbeau comenzó a pensar a una novela sobre el latifundo en Francia. Se trataba de un libro de dimensiones épicas, el equivalente, para la Francia del último cuarto del siglo XIX, de Guerra y Paz, la novela de León Tolstoi, para la Rusia del primo cuarto. Mientras  que la trama de la novela debía de empezar con el golpe de Estado de Mac-Mahon, el 16 de mayo de 1877, los tres capítulos publicados por su viuda, Alice Regnault, se interrumpieron el día anterior del golpe...
En efecto, este proyecto excedía a las capacidades de Mirbeau y también estaba en contradicción con sus propios puntos de vista sobre la evolución de la novela. Mientras que Mirbeau había sido cada vez más atraído por las narraciones sin trama convencional, sin estructura lineal (ver El Jardín de los suplicios y Los 21 días de un neurasténico ), con su nuevo proyecto tenía que dar una gran cantidad de explicaciones para contextualizar la trama de su libro, como si la historia fuese inteligible.

## Una confesión
El principal interés de los tres capítulos publicados es la confesión del novelista, a propósito de sus años de proletariado intelectual. Al igual que Mirbeau, su protagonista-narrador, Charles Varnat, entra como secretario personal al servicio de un hidalgo Normando, el marqués de Amblezy-Sérac, un hombre de gran ambición política. Así Mirbeau vuelve sobre los años en que había sido obligado a ganarse el pan de cada día mediante la contratación de su pluma a diversos empleadores.
Estas experiencias habían dejado Mirbeau amargado por el recuerdo de sus humillaciones y de sus frustraciones. El novelista compara la situación de este intelectual proletarizado con la condición de las prostitutas.